# Баранко (Потенца)
Баранко (итал. Barranco) је насеље у Италији у округу Потенца, региону Базиликата.
Према процени из 2011. у насељу је живело 22 становника. Насеље се налази на надморској висини од 600 м.